# Bittersweet (альбом Кармен Макрей)
Bittersweet — студийный альбом американской певицы Кармен Макрей, выпущенный в 1964 году на независимом лейбле продюсера Морта Феги Focus Records. Дистрибьютором выступила компания Atlantic Records.

## Отзывы критиков
| Оценки критиков               | Оценки критиков |
| Источник                      | Оценка          |
| ----------------------------- | --------------- |
| AllMusic                      | [ 2 ]           |
| Encyclopedia of Popular Music | [ 3 ]           |

Кен Драйден из AllMusic в своей рецензии пишет: «Кармен Макрей записала много достойных альбомов за свою долгую карьеру, но эта сессия, состоящая в основном из меланхоличных баллад, так и не получила должного внимания. Но певица, которая на протяжении всего концерта находится в отличной форме, прекрасно реагирует на игру пианиста Нормана Симмонса. К счастью, у лейбла хватило мудрости переиздать это утерянное сокровище, и оно легко входит в число лучших записей Кармен Макрей». В обзоре журнала Billboard отметили: «Редко кого можно превзойти по теплоте и интимности вокала Кармен Макрей, особенно когда она поёт в джазовом ключе. Фортепиано, бас-гитара и ударные помогают ей осмысленно исполнять двенадцать меланхоличных, но красивых песен. Её безупречная фразировка и тембр делают прослушивание каждой песни незабываемым». Также он получил отметку «Jazz Spotlight». Отзыв из журнала Cash Box: «Кармен Макрей использует своё бархатистое вокальное обаяние в подборке отборных баллад для этой насыщенной настроением сессии. Многие из представленных здесь подборок выдержаны в блюзовом ключе, и Жаворонок исполняет их с редкой для себя чувствительностью. Её интерпретации — исключительно её собственные и заслуживают повторного прослушивания. Превосходный вокал». В рецензии журнала Record World написали, что «в этом альбоме редкой красоты Кармен скорее горькая, чем сладкая. Подборку песен трудно назвать заурядной, а пение превосходное. И потом, в голосе жаворонка по-прежнему присутствует странное чувство разочарования, которое наполняет все ее работы глубокими эмоциями. Довольно выдающийся диск». Обозреватель Тед Уильямс из того же издания заявил, что «всегда трудно превзойти Кармен в балладе, а после этого альбома никто не будет даже пытаться». Нэт Хентофф из Hi Fi/Stereo Review отметил, что в новом альбоме Кармен Макрей авторитетно демонстрирует, что она самая трогательная — и самая креативная — певица в джазе на сегодняшний день.

## Список композиций
1. «When Sunny Gets Blue» (Марвин Фишер, Джек Сигал) — 3:50
2. «How Did He Look?» (Глэдис Шелли, Эбнер Сильвер) — 3:08
3. «Guess I’ll Hang My Tears Out to Dry» (Сэмми Кан, Джул Стайн) — 3:36
4. «The Meaning of the Blues» (Бобби Труп, Леа Уорт) — 2:49
5. «If You Could Love Me» (Норман Симмонс) — 2:08
6. «Spring Can Really Hang You up the Most» (Фрэн Лэндсман, Томми Вольф) — 6:21
7. «Second Chance» (Дори Лэнгдон, Андре Превин) — 3:37
8. «If You Could See Me Now» (Тэдд Дэмерон, Карл Сигман) — 2:52
9. «Here’s That Rainy Day» (Джонни Берк, Джимми Ван Хьюзен) — 2:44
10. «I’m Gonna Laugh You Right out of My Life» (Сай Коулман, Джозеф Маккарти) — 3:23
11. «Ghost of Yesterday» (Артур Херцог мл., Айрин Китчингс) — 3:09
12. «I’m Lost» (Отис Рене) — 2:53
13. «Come Sunday» (Дюк Эллингтон) — 2:40

## Участники записи
- Кармен Макрей — вокал, фортепиано (трек 10)
- Норман Симмонс — фортепиано
- Виктор Спролз — бас-гитара
- Кертис Бойд — ударные
- Манделл Лоу — гитара